# Dunbar (condado de Marinette)
Dunbar es un lugar designado por el censo situado en el municipio homónimo, en el condado de Marinette, Wisconsin, Estados Unidos. Según el censo de 2020, tiene una población de 61 habitantes.

## Geografía
La localidad está ubicada en las coordenadas 45°38′48″N 88°10′47″O / 45.64667, -88.17972 (45.646709, -88.179716). Según la Oficina del Censo de los Estados Unidos, tiene una superficie total de 2.76 km², de los cuales 2.76 km² corresponden a tierra firme y 0.004 km² están cubiertos de agua.

## Demografía
Según el censo de 2020, hay 61 personas residiendo en Dunbar. La densidad de población es de 22.10 hab./km². El 93.44% de los habitantes son blancos y el 6.56% son de una mezcla de razas. No hay hispanos o latinos viviendo en la localidad.